# Dmitri Manuilski
Dmitri Zajárovich Manuilski (del ruso: Дмитрий Захарович Мануильский), Sviatets; 3 de octubre de 1883,  Kiev; 22 de febrero de 1959) fue un activista y político soviético que ejerció una influencia importante en la Internacional Comunista en las décadas de 1920 y 1930.

## Biografía
Antiguo estudiante de la Sorbona, militante bolchevique entre 1905 y 1906, partisano del boicot a la Duma, se trasladó a Suiza donde sanó de su tuberculosis. Durante la Primera Guerra Mundial, contribuye con Trotski al periódico internacionalista Nashe Slovo en el que escribía bajo el seudónimo Bezrabotny («desempleado» en ruso). En 1917, Manuilski volvió a Petrogrado donde militó en el Comité Interdistrito de Trotski antes de adherirse al partido bolchevique al mismo tiempo que él. Su primera misión en Francia tuvo lugar en 1919.
Comisario del pueblo de la agricultura en Ucrania en 1920, preparó juntamente con Christian Rakovsky una nueva ley agraria más conforme a las aspiraciones de los campesinos que las primeras medidas tomadas por los bolcheviques el año precedente, declarando en la Octava conferencia del partido comunista ruso sobre el asunto del mal giro que había tomado la guerra civil en Ucrania en 1919: "No hemos sido derrotados por un plan militar y estratégico: hemos sido derrotados porque el frente de los mujíks dirigió toda su fuerza contra nosotros durante ese verano.
Manuilski se distinguió a continuación en el seno del Komintern, donde siguió notablemente al partido francés. Fue en varias ocasiones a Francia entre 1922 y 1931. A partir de 1930, fue uno de los principales dirigentes, si no el principal, del Komintern y conservó un rol de primera importancia, igualmente cuando Georgi Dimitrov fue nombrado secretario general en 1935. Defendería allí la política de Stalin a partir de 1929 en cuanto a la teoría del socialfascismo que impidió a los comunistas alemanes establecer la alianza con los socialdemócratas colaboracionistas con los nazis.
En 1943, Manuilski pone su nombre bajo el acta de disolución de la Tercera Internacional. En 1950 deja el Comité central del PCUS. Muere en 1959.

## Enlaces
- Partido Comunista Francés